# 走れ!熱血刑事
『走れ!熱血刑事』（はしれ ねっけつけいじ）は、1980年11月10日から1981年6月15日までテレビ朝日系列局で放送されていたテレビドラマである。全26話。放送時間は毎週月曜 20:00 - 20:54 （日本標準時）。

## 概要
「愛住署」を中心としたその周辺を主な舞台に、元不良という過去を持つ刑事が、急増する少年犯罪に立ち向かう様を描いた刑事ドラマ。主演は同時期に同局の『吉宗評判記 暴れん坊将軍』に出演していた松平健で、彼のテレビ朝日の現代劇では初の主演作品となった。
視聴率は1981年1月までの時点で、平均6 - 7％（ビデオリサーチ、関東地方）で推移し月曜20時台としては苦戦した。

## キャスト
- 山本大介（愛称：ダイスケ）刑事：松平健
両親は既に亡く、祖父母に育てられてきた。中学生の頃から不良になり出し「殺人以外は何でもやった」ほど。しかし、ある時中村鉄男刑事に出会ったのをきっかけに心身ともに救われ更生する。そんな経験を持つだけに、少年たちには兄貴のように慕われている。非行少年少女たちを放っては置けないという熱血漢[4]。通常は酒類を1滴も口にしない。

- 大沢淳子 技官：水沢アキ
署の嘱託医師兼鑑識員。第一話で署長の許可がおり、鑑識員となる。大介に好意を抱いており、一方では大介の無鉄砲さにいつもハラハラしている。また、自ら事件の渦中に飛び込むこともある[4]。技官は警察官ではないので、拳銃の携帯はできないが、オープニングのラストシーンで刑事達とともに発砲するシーンがある。
- 速水達郎（愛称：ジュニア）刑事：荒木茂
大介の同期生。大企業の御曹司でありながら、両親に反発してあえてノンキャリアの刑事を志した秀才タイプ。捜査においては理論派と言われているが、現場の実践では甘い所もある[4]。時に大介と意見が対立することもあるが、第21話で完全なる信頼関係が築かれた。
- 佐々木政雄（愛称：マー坊）刑事：阿部敏郎
大介を先輩と慕う捜査課の最若手。年少者ゆえのナイーブな一面も持つが、愛車の大型バイクを使った容疑者追跡時には抜群の働きを見せる。
- 秋元虎子 事務官：渡辺千恵乃
- 戸塚信吾 捜査主任（警部補:愛称チーフ）：竜崎勝
捜査実務におけるリーダー格。クールな物腰だが、時に暴走しがちな大介たちの行動を抑えつつ、彼らを理解し信頼している。
- 岩下頑 捜査課長（警部）：宍戸錠
厳格で口うるさいが、捜査課全体をまとめ上げて引っ張る能力や包容力が抜群であるほか、大介が毎日のように提出する始末書を黙って破り捨てるなど器量も大きい[4]。
- 中村鉄男（愛称：テッつあん）刑事：坂上二郎
叩き上げの古参刑事。捜査畑一筋の現場主義者で、後輩たちには「デカは足だ。足で考えろ」と常にハッパをかけることから、「足のテッつぁん」とも呼ばれている。一方で人情には厚く、大介を実の息子のように可愛がっている[4]。

## スタッフ
- プロデューサー：和佐英彦（テレビ朝日）、西岡弘善、小倉洋二
- 音楽：川上了（演奏：東京室内楽協会）
- 撮影：原一民、片岡二郎、市原康至
- 照明∶木村吉昭
- 美術：山崎秀満
- 録音∶赤坂隆一
- 編集∶諏訪三千男、香園稔
- 殺陣：渡辺安章
- カースタント：スリーチェイス
- 選曲：太田正一
- 録音スタジオ：アオイスタジオ
- 効果：東洋音響
- 装置∶多摩美術センター
- 車輌∶富士映画
- 現像：東京現像所
- タイトル：デン・フィルム=エフェクト
- キャスティング協力：俳協
- 協力：三菱自動車工業、エフワン
- 制作：テレビ朝日、勝プロダクション

## 主題歌
「夜明けまで」
作詞：山川啓介 / 作曲：堀内孝雄 / 編曲：青木望 / 歌：松平健（ポリスターレコード（現・ユニバーサルミュージック） 6P-11）
この曲は後に、作曲者の堀内によって「影法師」のタイトルで改詞・カバーされた上で『はぐれ刑事純情派』の主題歌に起用された。

## 各話リスト
| 回数 | 放送日          | サブタイトル            | 脚本            | 監督     | ゲスト                                                                                                |
| ---- | --------------- | ----------------------- | --------------- | -------- | --- |
| 1    | 1980年 11月10日 | 青春チャンピオン        | 大野武雄 山崎巌 | 小山幹夫 | 常井浩、前野礼子、池谷和美、加藤みはる、酒井晴人                                                      |
| 2    | 11月17日        | 小さな追撃者            | 山崎巌 松岡志摩 | 西村潔   | 古本新之輔、草野大悟、工藤明子、渥美国泰                                                              |
| 3    | 11月24日        | 夜明けの心中!?          | 金子武郎        | 根本順善 | 雪江由紀、小坂まさる、佐々木政雄                                                                      |
| 4    | 12月01日        | テニスコートの銃声      | 新井光          | 松島稔   | 穂高稔、鹿股裕司                                                                                      |
| 5    | 12月08日        | 犬だけが知っていた      | 山浦弘靖        | 西村潔   | 戸川京子、杉山孝志                                                                                    |
| 6    | 12月15日        | 反逆の兄・弟            | 山浦弘靖        | 櫻井一孝 | 高橋淳、大栗清史                                                                                      |
| 7    | 12月22日        | きみはUFOを見たか?      | 高橋二三        | 松島稔   | 望月太郎、猪野剛太郎                                                                                  |
| 8    | 1981年 1月12日  | 日曜はロックンロール    | 山崎巌          | 根本順善 | 花房徹、斉藤薫子、大柴亨介、柳葉敏郎                                                                  |
| 9    | 1月19日         | 秀才ブルース            | 藤井邦夫        | 江崎実生 | 田中美佐、山中康司、神谷政浩                                                                          |
| 10   | 1月26日         | 友情のおとし穴          | 阿井文瓶        | 江崎実生 | 田鍋友啓、保積ペペ、高橋仁、小寺大介                                                                  |
| 11   | 2月02日         | 転落のヒーロー          | 山浦弘靖        | 松島稔   | 小野進也、伊吹徹、浦信太郎、岡田和子、三重街恒二                                                      |
| 12   | 2月09日         | 俺は弁慶だ!             | 杉村のぼる      | 根本順善 | 倉沢満夫、五代俊介、河村弘二、深谷みさお                                                              |
| 13   | 2月16日         | 射殺志願                | 新井光          | 松島稔   | 長谷川諭、富田浩太郎、吉田友子                                                                        |
| 14   | 2月23日         | 甦れ!白球               | 大野武雄        | 櫻井一孝 | 堤大二郎、謙昭憲、原恵子、丸山秀美、吉沢健、大谷一夫                                                  |
| 15   | 3月02日         | 三日だけの拳銃          | 藤井邦夫        | 西村潔   | 頭師佳孝、谷川みゆき、小池雄介、上田幸輔、潤ますみ                                                    |
| 16   | 3月09日         | 野良犬と番長            | 大野武雄        | 西村潔   | 田浦智之、前田昌明、新谷のり子、荻田晴美 沖田駿一、島英司、西尾徳                                     |
| 17   | 3月16日         | 怒りの十五年            | 新井光          | 櫻井一孝 | 清水昭博、林孝一、潮健児、栗原敏、和根崎珠美、福中勢至郎                                              |
| 18   | 3月23日         | はめられた恐怖          | 杉村のぼる      | 櫻井一孝 | 真理明美、小笠原弘、市村昌治、小寺大介、皆川衆 浅見ひろ子、塚本裕子                                   |
| 19   | 4月20日         | あばかれた傷痕          | 山崎巌          | 根本順善 | 水野靖子、伊藤高、粟津號、吉中六、大江徹 御園芳枝、荒井智子                                           |
| 20   | 4月27日         | 謎の失踪者              | 直居欽哉        | 根本順善 | 富田浩史、久保田民絵、大下哲矢、中島陽典、前田晃一 辻本厚子、伊藤よし乃、北山年夫                     |
| 21   | 5月04日         | 潜入! 二日酔い作戦      | 阿井文瓶        | 根本順善 | 田利之、市川好朗、鶴田忍、八代康二、安田由紀子                                                        |
| 22   | 5月18日         | ハラジュク・レディ      | 杉村のぼる      | 根本順善 | 大綱めぐみ、東龍明、流健二郎、村瀬正彦、和泉喜和子                                                    |
| 23   | 5月25日         | おかしなおかしな目撃者! | 高際和雄        | 松島稔   | イッセイ・尾形、吾桐芳雄、中丸信 工藤啓子、大柴享介、原久美子                                         |
| 24   | 6月01日         | 青春にキック・オフ      | 柚木圭          | 根本順善 | 水野弘、黒川明子、保科三良、永井玄哉、相原巨典、氷室浩二 暮林修、篠原大作、篠田薫、青柳文太郎、麻ミナ |
| 25   | 6月08日         | 夢のアメリカ西海岸      | 山崎巌          | 江崎実生 | 榎本隆俊、若林美智子、大林丈史、朝比奈尚行、中島元 矢野泰子、泉よし子、高橋美香、木村和香子           |
| 26   | 6月15日         | 追撃 マニラコネクション | 櫻井一孝        | 櫻井一孝 | 川地民夫、金井進二、清水宏、村上幹夫、河村剛州、岡本美登 多宮健二、清水石あけみ、岡玲子、斉藤和枝     |

- 1980年12月29日は『正義だ!味方だ!全員集合!!』（19:00 - 20:51）のため休止。
- 1981年1月5日は『ミニミニ招待席』（20:00 - 20:02）と『火の鳥』（実写映画版。20:02 - 22:48）のため休止。
- 1981年3月30日と同年4月6日は『将軍 SHŌGUN』（前者は20:00 - 22:42。後者は20:00 - 22:49）のため休止。
- 1981年4月13日は『東西対抗お笑い春の陣!』（19:00 - 20:51）のため休止。
- 1981年5月18日はプロ野球中継「日本ハム×阪急」戦（19:00 - 20:51）のため休止。